# Antoine Parmentier
Antoine Parmentier (ur. 12 sierpnia 1737 w Montdidier, zm. 17 grudnia 1813 w Paryżu.)               – francuski agronom i farmaceuta. Zajmował się technologią żywności i żywienia.

## Życiorys
W okresie wojny siedmioletniej (1756-1763) pełnił funkcję naczelnego aptekarza armii francuskiej. Trafił wtedy do niewoli pruskiej, gdzie podstawą jego jadłospisu stanowiły ziemniaki. Po powrocie do kraju zabiegał o upowszechnienie spożycia ziemniaków, które do tej pory wykorzystywano głównie do żywienia zwierząt. Odkrył własności terapeutyczne ziemniaka, który miał pomagać w leczeniu dyzenterii. Jego upowszechnienie odegrało niebagatelną rolę w czasie wielkiej klęski nieurodzaju, która dotknęła Francję w 1785.
Dokonał ulepszeń w różnych dziedzinach przetwórstwa spożywczego. Był odpowiedzialny za akcję przymusowych szczepień przeciwko ospie, rozpoczętych w 1805 we Francji. Należał do grona pionierów produkcji cukru z buraka cukrowego. Zajmował się także problemem konserwacji żywności, propagując jej zamrażanie. 
Był członkiem Francuskiej Akademii Nauk. Współpracował z dziennikarzem Antoine Cadet de Vaux przy publikowaniu prac na temat czystości i higieny publicznej.
Pochowany na cmentarzu Père Lachaise w Paryżu. Jego imię nosi stacja metra w Paryżu.